# Logothetes tou genikou
Il logothetēs tou genikou (in greco antico: λογοθέτης τοῦ γενικοῦ?), spesso chiamato genikos logothetēs o semplicemente ho genikos (in greco antico: ὁ γενικός?), era un titolo di "ministro finanziario", genikon logothesion del medio impero bizantino.

## Storia e funzioni
Il genikon era responsabile della tassazione e delle entrate ed era anche un tribunale per cause di carattere finanziario. Come tale, essa ampiamente svolgeva i compiti del precedente  sacrae largitiones, anche se era in gran parte derivata dalla "Direzione generale" della prefettura del pretorio. Il primo certo logothetēs tou genikou, il monaco Theodotos, è menzionato nel 692, ma la posizione potrebbe essere di creazione precedente intorno al 626. L'ufficio del genikon e del suo logotera era uno dei principali ministeri per l'intero medio periodo bizantino (VII-XII secolo). Durante il regno della dinastia dei Comneni, la sua importanza andò declinando, ma riprese importanza sotto gli imperatori della dinastia degli Angeli. Dopo il sacco di Costantinopoli del 1204 e la dissoluzione dell'impero bizantino, l'ufficio di logothetēs tou genikou divenne un titolo essenzialmente onorifico del successore impero di Nicea e poi restaurato dai Paleologi dopo il 1261. Lo scrittore della metà del XIV secolo, Pseudo-Codino lo indica al 20º posto nella gerarchia imperiale, tra il parakoimōmenos della camera da letto imperiale e il prōtovestiaritēs. Il suo abito di corte distintivo e le insegne, in questo periodo, erano costituiti da un cappello a tesa larga chiamato skiadion, di seta bianca, un lungo caffetano di seta - kabbadion e per le cerimonie e feste, un cappello a cupola skaranikon di seta bianca e oro, con ricami in oro e decorato con le immagini dell'imperatore nella parte anteriore e posteriore. A differenza di altri funzionari, egli non portava con sé alcun membro del personale di ufficio (dikanikion). Nel periodo dei Paleologi il titolare era un intellettuale o uno statista, come Giorgio Acropolite e Theodoros Metochite. L'ultimo logothetēs tou genikou di cui si hanno notizie certe fu Giovanni Androuses nel 1380. A quel punto, però, le sue funzioni originali erano state da tempo dimenticate; come scrive Pseudo-Kodinos, "la funzione del logoteta generale è sconosciuta".

## Subordinati
I subordinati del logothetēs tou genikou erano:
- Il chartoularioi megaloi tou sekretou (χαρτουλάριοι μεγάλοι τοῦ σεκρέτου, "grande chartularies del dipartimento"), capi dei diversi dipartimenti.[8]
- Il chartoularioi tōn arklōn (χαρτουλάριοι τῶν ἀρκλῶν)[9] o exō chartoularioi (ἔξω χαρτουλάριοι, "chartularies esterno"). Come indica il loro nome, erano gli alti funzionari del Tesoro inviati nelle province ("esterno", cioè al di fuori Costantinopoli).[8][10]
- Gli epoptai del thema (ἐπόπται τῶν θεμάτων), addetti al controllo della tassazione nelle province.[8]
- I komētes hydatōn ( κόμητες ὑδάτων, "conti delle acque"), probabilmente responsabili degli acquedotti e degli approvvigionamenti idrici nelle province.[8][11]
- I chartoularios tou oikistikou (χαρτουλάριος τοῦ οἰκιστικοῦ) o semplicemente ho oikistikos, la cui funzione è ignota. Si attesta che era responsabile delle esenzioni fiscali e aveva vari doveri giuridici in qualche thema nell'XI secolo; l'ufficio potrebbe essere stato associato ai domini imperiali (oikoi). Con l'XI secolo divenne un ufficio indipendente ma svanì poco dopo.[12][13]
- I kommerkiarioi (κομμερκιάριοι), erano degli ufficiali doganali. Documentati dagli inizi del VI secolo, erano i successori dei comes commerciorum menzionati nel Notitia Dignitatum. Inizialmente ubicati presso le frontiere, dopo il VII secolo vennero messi presso i porti o nei thema o nelle isole.[12][14]
- Gli epi tēs kouratōrias o basilikoi oikoi (ἐπί τῆς κουρατωρίας [τῶν βασιλικῶν οἴκων], "avevano la cura del demanio imperiale"), supervisionavano le proprietà imperiali.[15]
- I komēs tēs lamias (κόμης τῆς λαμίας), ufficiali probabilmente addetti alle miniere e ai lingotti d'oro (cf. lingua latina lamina/lamna, "oro, metallo prezioso"). Si presume fossero i successori del vecchio comes metallorum della prefettura del pretorio dell'Illyricum. Da evidenz sigillografiche dell'XI secolo, questo ufficio era a volte unificato con le posizioni di epi tōn oikeiakōn ("responsabile gli oikeiakoi", una classe di cortigiani di alto livello) e di uno dei chartoularioi megaloi del genikon.[11][16]
- I dioikētai (διοικηταὶ) erano supervisori della raccolta delle tasse, assistiti dai praktores ("agenti").[16]
- I kom[v]entianos (κομ[β]εντιανός), erano ufficiali dalle mansioni sconosciute.[17]
- Un certo numero di kankellarioi (καγκελλάριοι, dal latino cancellarius) sotto i prōtokankellarios. In origine ufficiali anziani della prefettura del pretorio, nel periodo medio bizantino erano sefretari di livello medio in vari ministeri.[18][19]